# Zalaegerszegi TE
Zalaegerszegi Torna Egylet Football Club är en fotbollsklubb från Zalaegerszeg i Ungern. Klubben grundades 1920 och spelar sina hemmamatcher på ZTE Arena som har en publikkapacitet på 11 200 åskådare.

## Meriter
Nemzeti Bajnokság I
Mästare: 2001–02
Ungerska cupen (0)
Finalist: 2009/10.

## Placering tidigare säsonger
| Säsong  | Nivå | Liga                 | Placering | Referens | Notering                            |
| ------- | ---- | -------------------- | --------- | -------- | ----------------------------------- |
| 2013/14 | 2    | Nemzeti Bajnokság II | 9         | [ 2 ]    |                                     |
| 2014/15 | 2    | Nemzeti Bajnokság II | 8         | [ 3 ]    |                                     |
| 2015/16 | 2    | Nemzeti Bajnokság II | 3         | [ 4 ]    |                                     |
| 2016/17 | 2    | Nemzeti Bajnokság II | 7         | [ 5 ]    |                                     |
| 2017/18 | 2    | Nemzeti Bajnokság II | 16        | [ 6 ]    |                                     |
| 2018/19 | 2    | Nemzeti Bajnokság II | 1         | [ 7 ]    | Uppflyttad till Nemzeti Bajnokság I |
| 2019/20 | 1    | Nemzeti Bajnokság I  | 7         | [ 8 ]    |                                     |
| 2020/21 | 1    | Nemzeti Bajnokság I  | 9         | [ 9 ]    |                                     |
| 2021/22 | 1    | Nemzeti Bajnokság I  | 8         | [ 10 ]   |                                     |

## Kända spelare
- Robertas Žalys (1990–1991)
- Bojan Sanković
- Dániel Zsóri
- Eros Grezda